# 斯科蒂·麦克雷里
斯科特·库克·麦克雷里（1993年10月9日—），艺名斯科蒂·麦克雷里（英語：Scotty McCreery），是美国乡村音乐歌手。麦克雷里在2011年5月赢得了《美国偶像》第十季，之后他与水星唱片纳什维尔/19唱片签约。
麦克雷里的首张专辑《Clear as Day》于2011年10月发行，在美国获得了白金认证。之后，他发行了专辑《Christmas with Scotty McCreery》（2012年）和《See You Tonight》（2013年）。2016年，麦克雷里与水星唱片解约。次年7月，他发布〈Five More Minutes〉，这首歌成为首支未经主要唱片公司发行，却登顶《公告牌》乡村音乐电台榜的歌曲。之后，他与Triple Tigers/索尼音乐签约，发行专辑《Seasons Change》（2018年）和《Same Truck》（2021年）。

## 音乐作品
录音室专辑
- 《Clear as Day》（2011年）
- 《Christmas with Scotty McCreery》（2012年）
- 《See You Tonight》（2013年）
- 《Seasons Change（英语：Seasons Change (Scotty McCreery album)）》（2018年）
- 《Same Truck》（2021年）